# Thobbe Englund
Thorbjörn "Thobbe" Englund (13. srpna 1979, Luleå, Švédsko) je švédský kytarista, který od roku 2012 do roku 2016 působil v powermetalové skupině Sabaton, a v roce 2024 se vrátil zpět do skupiny.

## Životopis

### Sabaton (2012–2016, 2024–dosud)
Englund se ke švédským Sabaton připojil na začátku dubna 2012, kdy kapela hledala po rozpadu nové členy. V kapele zastával hru na kytaru a zpíval doprovodné vokály. V písni Gott Mitt Uns zpíval při živém vystoupení celou jednu sloku a v roce 2016, během jarního turné, tuto píseň společně s Chrisem Rörlandem odzpíval celou.
Na konci června 2016, necelý měsíc před vydáním nového alba The Last Stand Sabaton oznámili, že se Englund rozhodl v kapele skončit. Svoje poslední vystoupení odehrál 20. srpna 2016 na festivalu Sabaton Open Air. V kapele ho nahradil kytarista Tommy Johansson. V únoru 2024 bylo zveřejněno, že Englund se vrací zpět do kapely, aby nahradil kytaristu Johanssona.

### Sólová kariéra
Svoje první sólové album, Influences, vydal Thobbe v roce 2006. Všechny skladby na tomto albu byly instrumentální. Po devítileté pauze následovalo album From the Wilderness (2015) a o rok později další album, Before the Storm (2016).

### Thobbe Englund
Po odchodu ze Sabaton se Englund rozhodl pokračovat v hudbě a v únoru 2017 vydal studiové album, které se jmenuje Sold My Soul. Na tomto albu se na rozdíl od jeho předchozích sólových desek, kdy všechny nástroje nahrával sám, podílelo několik dalších muzikantů. Během roku 2018 vydal další studiové album, The Draining of Vergelmer.

### Ostatní
Thobbe působil také v kapele Star Queen, ve které se jako kytarista podílel na dvou studiových albech a v kapele Winterlong. V té se podílel na čtyřech studiových albech.

## Diskografie
- Influences (2006)
- From the Wilderness (2015)
- Before the Storm (2016)

Alba s doprovodnou kapelou
- Sold My Soul (2017)
- The Draining of Vergelmer (2018)
- Hail to the Priest (2019)
- Mental Technology (2023)